# Cobra (gruppo musicale statunitense)
I Cobra sono stati una rock band statunitense, attivi nella prima metà degli anni ottanta.
Facevano parte della formazione Jimi Jamison, divenuto poco dopo famoso come cantante dei Survivor, e Mandy Meyer, futuro chitarrista di Asia, Gotthard e Krokus.

## Storia
I Cobra si formano a Memphis, in Tennessee, nel 1982. La band raggiunse un discreto successo con il suo primo e unico album First Strike, prodotto nel 1983 da Tom Allom (famoso per le sue collaborazioni con Black Sabbath e Judas Priest) nel 1983. Dopo una serie di concerti in giro per gli Stati Uniti al fianco di Quiet Riot e Nazareth, la band si sciolse in seguito all'offerta ricevuta dal cantante Jimi Jamison di entrare nei Survivor in sostituzione di Dave Bickler.
Due canzoni di First Strike saranno riprese e pubblicate come singoli dalla rock band svizzera Gotthard, rispettivamente: I'm Your Travellin' Man (1994) e Looking at You (2002). Nei Gotthard suonerà per alcuni anni Mandy Meyer, l'ex-chitarrista dei Cobra.

## Formazione
- Jimi Jamison – voce
- Mandy Meyer – chitarre
- Jack Holder – chitarre
- Tommy Keiser –  basso
- Jeff Klaven –  batteria

## Discografia
- 1983 – First Strike